# Cerasinops
Cerasinops ("třešňová tvář") byl malý rohatý dinosaurus z čeledi Leptoceratopsidae. Žil v období pozdní křídy (stupeň kampán) asi před 80 – 75 miliony let. Fosilie tohoto dinosaura byly objeveny v souvrství Two Medicine na území Montany. Při délce kolem 1,8 až 2,5 metru vážil tento dinosaurus asi 175 kg.

## Objev a popis
Cerasinops byl formálně popsán Brendou Chinneryovou a Jackem Hornerem v roce 2007 (z 80 % kompletní exemplář MOR 300). Tento dinosaurus byl příslušníkem skupiny Ceratopsia, tzv. rohatých dinosaurů s papouščím zobákem a hlavovým límcem, kteří žili v pozdní křídě na území Asie a Severní Ameriky. V rámci této skupiny byla cerasinopsovi vydělena pozice jako bazálnímu členovi skupiny Neoceratopsia a zřejmě také příslušníkovi čeledi Leptoceratopsidae. Typový exemplář tohoto rodu je C. hodgskissi.
Blízkým příbuzným tohoto taxonu by mohl být druh Gremlin slobodorum, popsaný v roce 2023 z jižní Alberty (geologické souvrství Oldman).

## Zajímavost
Zajímavostí je, že tento rohatý dinosaurus sdílí znaky asijských (zuby) i severoamerických (čelistní žvýkací aparát) rohatých dinosaurů.